# Chuột rừng Đông Dương
Chuột rừng Đông Dương hay chuột Sikkim (danh pháp hai phần: Rattus andamanensis) là một loài động vật có vú trong họ Chuột, bộ Gặm nhấm. Loài này được Blyth mô tả năm 1860.
Loài phổ biến rộng này có ở miền nam Trung Quốc, Việt Nam, Lào, Campuchia, Thái Lan, trung và bắc Myanma, đông bắc Ấn Độ, Bhutan và đông Nepal. Tại Trung Quốc, nó sinh sống trong các tỉnh và khu tự trị như Tây Tạng, Quý Châu, Hải Nam, Quảng Đông và Hồng Kông. Loài này cũng có thể có tại các khu rừng còn sót lại tại bắc và đông bắc Bangladesh. Loài này không được tìm thấy tại phần thuộc đại lục của miền nam Thái Lan ở phía nam eo đất Kra, nhưng lại có mặt trên 4 hòn đảo ngoài khơi (Koh Tau, Koh Phangan, Koh Samui, Koh Kra). Nó cũng sinh sống trên quần đảo Andaman và Car Nicobar. Môi trường sống là các khu rừng có độ cao từ 0 tới 2.000 m trên mực nước biển.